# 最多セーブ投手 (日本プロ野球)
最多セーブ投手（さいたセーブとうしゅ）は、日本プロ野球の個人タイトルの一つ。シーズンを通してセーブ数が最も多い投手に与えられる。

## 変遷
始まりは1974年にセントラル・リーグ、パシフィック・リーグ両リーグで設立された最多セーブ投手で、当初はセーブ数のみで表彰を行っていた。しかし、当時の抑え投手は2イニング以上、場合によっては3から5イニング投げることや同点の場面での起用が珍しくなく、勝利投手になることも多々あった。そのためセーブ数のみでリリーフ投手を評価することが当時の抑え投手の起用法の実情に合っていなかったことから、セーブ数と救援勝利数を合わせたSP（セーブポイント）数による表彰に変更され、名称も最優秀救援投手（さいゆうしゅうきゅうえんとうしゅ）に改められ、セ・リーグでは1976年から、パ・リーグでは1977年から表彰が始まった。
その後、1974年より存在していた時間制限による延長戦なしの規定が1988年に両リーグで撤廃されたことで、リリーフ投手の起用法も次第に変化し、年々同点の場面での抑え投手投入は減っていった。それに加えて1990年代半ばに100球を目安に先発投手を交代させる傾向が強くなり、プロ野球全体で完投投手数が年々減少、状況に応じた細かい中継ぎ投手の起用法が確立され、セーブ機会での抑え投手の登板数が以前より増加するようになった。
そして1990年代後半に抑え投手の登板は試合の最終回、セーブがつく場面での1イニングに限定される向きが強くなり、2000年頃には全12球団が、基本的に抑え投手をセーブがつく場面での最終回1イニングに限定して起用するようになった。そのため抑え投手の救援勝利の大半が救援失敗の副産物となったため、2005年より再びセーブ数のみで表彰を行うことが決定し、名称も最多セーブ投手に変更された。
よって、リリーフ投手を最優秀救援投手として表彰していた時代は、リーグ最多SP投手（＝最優秀救援投手）とリーグ最多セーブ投手が異なることも珍しくなかった。そのため当時の選手に関して最多セーブ投手という呼称を用いるのには注意が必要であり、最優秀救援投手と同義で最多セーブ投手という呼称を用いるのは適当とは言えない。なお、当時リーグセーブ数1位の投手に対する表彰はなかった。ただし、ファイアマン賞という例外がある。

## 歴代受賞者
セントラル・リーグは1976年から2004年まで、パシフィック・リーグは1977年から2004年まで、シーズンで最も多くセーブポイントを挙げた投手を「最優秀救援投手」として表彰。それ以外は、シーズンで最も多くセーブを挙げた投手を「最多セーブ投手」として表彰。

### 最優秀救援投手
| 年度 | セントラル・リーグ | セントラル・リーグ | セントラル・リーグ | パシフィック・リーグ | パシフィック・リーグ       | パシフィック・リーグ |
| 年度 | 受賞選手           | 所属球団           | SP                 | 受賞選手             | 所属球団                   | SP                   |
| ---- | ------------------ | ------------------ | ------------------ | -------------------- | -------------------------- | -------------------- |
| 1976 | 鈴木孝政(2)        | 中日ドラゴンズ     | 32                 |                      |                            |                      |
| 1977 | 鈴木孝政(3)        | 中日ドラゴンズ     | 23                 | 江夏豊(1)            | 南海ホークス               | 22                   |
| 1978 | 新浦寿夫           | 読売ジャイアンツ   | 25                 | 山口高志             | 阪急ブレーブス             | 26                   |
| 1979 | 江夏豊(2)          | 広島東洋カープ     | 31                 | 金城基泰(1)          | 南海ホークス               | 20                   |
| 1980 | 江夏豊(3)          | 広島東洋カープ     | 30                 | 金城基泰(2)*         | 南海ホークス               | 19                   |
| 1981 | 角三男             | 読売ジャイアンツ   | 28                 | 江夏豊(4)            | 日本ハムファイターズ       | 28                   |
| 1982 | 山本和行(1)*       | 阪神タイガース     | 40                 | 江夏豊(5)            | 日本ハムファイターズ       | 37                   |
| 1983 | 斉藤明夫(1)        | 横浜大洋ホエールズ | 32                 | 森繁和               | 西武ライオンズ             | 39                   |
| 1984 | 山本和行(2)*       | 阪神タイガース     | 34                 | 山沖之彦*            | 阪急ブレーブス             | 25                   |
| 1985 | 中西清起           | 阪神タイガース     | 30                 | 石本貴昭(1)*         | 近鉄バファローズ           | 26                   |
| 1986 | 斉藤明夫(2)        | 横浜大洋ホエールズ | 28                 | 石本貴昭(2)          | 近鉄バファローズ           | 40                   |
| 1987 | 郭源治(1)          | 中日ドラゴンズ     | 30                 | 牛島和彦             | ロッテオリオンズ           | 26                   |
| 1988 | 郭源治(2)          | 中日ドラゴンズ     | 44                 | 吉井理人*            | 近鉄バファローズ           | 34                   |
| 1989 | 津田恒実           | 広島東洋カープ     | 40                 | 井上祐二             | 福岡ダイエーホークス       | 27                   |
| 1990 | 与田剛             | 中日ドラゴンズ     | 35                 | 鹿取義隆             | 西武ライオンズ             | 27                   |
| 1991 | 大野豊             | 広島東洋カープ     | 32                 | 武田一浩             | 日本ハムファイターズ       | 22                   |
| 1992 | 佐々木主浩(1)*     | 横浜大洋ホエールズ | 33                 | 赤堀元之(1)          | 近鉄バファローズ           | 32                   |
| 1993 | 石毛博史           | 読売ジャイアンツ   | 36                 | 赤堀元之(2)          | 近鉄バファローズ           | 32                   |
| 1994 | 高津臣吾(1)        | ヤクルトスワローズ | 27                 | 赤堀元之(3)          | 近鉄バファローズ           | 33                   |
| 1995 | 佐々木主浩(2)      | 横浜ベイスターズ   | 39                 | 平井正史             | オリックス・ブルーウェーブ | 42                   |
| 1996 | 佐々木主浩(3)      | 横浜ベイスターズ   | 29                 | 赤堀元之(4)*         | 近鉄バファローズ           | 30                   |
| 1996 | 佐々木主浩(3)      | 横浜ベイスターズ   | 29                 | 成本年秀             | 千葉ロッテマリーンズ       | 30                   |
| 1997 | 佐々木主浩(4)      | 横浜ベイスターズ   | 41                 | 赤堀元之(5)*         | 近鉄バファローズ           | 33                   |
| 1998 | 佐々木主浩(5)      | 横浜ベイスターズ   | 45                 | 大塚晶文             | 近鉄バファローズ           | 38                   |
| 1999 | 高津臣吾(2)        | ヤクルトスワローズ | 31                 | B.ウォーレン         | 千葉ロッテマリーンズ       | 31                   |
| 2000 | E.ギャラード(1)    | 中日ドラゴンズ     | 36                 | R.ペドラザ(1)        | 福岡ダイエーホークス       | 38                   |
| 2001 | 高津臣吾(3)        | ヤクルトスワローズ | 37                 | R.ペドラザ(2)        | 福岡ダイエーホークス       | 38                   |
| 2002 | E.ギャラード(2)    | 中日ドラゴンズ     | 35                 | 豊田清(1)            | 西武ライオンズ             | 44                   |
| 2003 | 高津臣吾(4)        | ヤクルトスワローズ | 36                 | 豊田清(2)            | 西武ライオンズ             | 40                   |
| 2004 | 五十嵐亮太         | ヤクルトスワローズ | 42                 | 三瀬幸司             | 福岡ダイエーホークス       | 32                   |
| 2004 | 五十嵐亮太         | ヤクルトスワローズ | 42                 | 横山道哉             | 北海道日本ハムファイターズ | 32                   |

- 氏名の右の*マークは当該年度のセーブ数1位ではなかった事を示す

### 最多セーブ投手
| 年度 | セントラル・リーグ | セントラル・リーグ     | セントラル・リーグ | パシフィック・リーグ | パシフィック・リーグ         | パシフィック・リーグ |
| 年度 | 選手名             | 所属球団               | セーブ             | 選手名               | 所属球団                     | セーブ               |
| ---- | ------------------ | ---------------------- | ------------------ | -------------------- | ---------------------------- | -------------------- |
| 1974 | 星野仙一           | 中日ドラゴンズ         | 10                 | 佐藤道郎(1)          | 南海ホークス                 | 13                   |
| 1975 | 鈴木孝政(1)        | 中日ドラゴンズ         | 21                 | 村田兆治             | ロッテオリオンズ             | 13                   |
| 1976 |                    |                        |                    | 佐藤道郎(2)          | 南海ホークス                 | 16                   |
| 2005 | 岩瀬仁紀(1)        | 中日ドラゴンズ         | 46                 | 小林雅英             | 千葉ロッテマリーンズ         | 29                   |
| 2006 | 岩瀬仁紀(2)        | 中日ドラゴンズ         | 40                 | MICHEAL              | 北海道日本ハムファイターズ   | 39                   |
| 2007 | 藤川球児(1)        | 阪神タイガース         | 46                 | 馬原孝浩             | 福岡ソフトバンクホークス     | 38                   |
| 2008 | M.クルーン         | 読売ジャイアンツ       | 41                 | 加藤大輔             | オリックス・バファローズ     | 33                   |
| 2009 | 岩瀬仁紀(3)        | 中日ドラゴンズ         | 41                 | 武田久(1)            | 北海道日本ハムファイターズ   | 34                   |
| 2010 | 岩瀬仁紀(4)        | 中日ドラゴンズ         | 42                 | B.シコースキー       | 埼玉西武ライオンズ           | 33                   |
| 2011 | 藤川球児(2)        | 阪神タイガース         | 41                 | 武田久(2)            | 北海道日本ハムファイターズ   | 37                   |
| 2012 | 岩瀬仁紀(5)        | 中日ドラゴンズ         | 33                 | 武田久(3)            | 北海道日本ハムファイターズ   | 32                   |
| 2012 | T.バーネット(1)    | 東京ヤクルトスワローズ | 33                 | 武田久(3)            | 北海道日本ハムファイターズ   | 32                   |
| 2013 | 西村健太朗         | 読売ジャイアンツ       | 42                 | 益田直也(1)          | 千葉ロッテマリーンズ         | 33                   |
| 2014 | 呉昇桓(1)          | 阪神タイガース         | 39                 | 平野佳寿             | オリックス・バファローズ     | 40                   |
| 2015 | T.バーネット(2)    | 東京ヤクルトスワローズ | 41                 | D.サファテ(1)        | 福岡ソフトバンクホークス     | 41                   |
| 2015 | 呉昇桓(2)          | 阪神タイガース         | 41                 | D.サファテ(1)        | 福岡ソフトバンクホークス     | 41                   |
| 2016 | 澤村拓一           | 読売ジャイアンツ       | 37                 | D.サファテ(2)        | 福岡ソフトバンクホークス     | 43                   |
| 2017 | R.ドリス           | 阪神タイガース         | 37                 | D.サファテ(3)        | 福岡ソフトバンクホークス     | 54                   |
| 2018 | 山﨑康晃(1)        | 横浜DeNAベイスターズ   | 37                 | 森唯斗               | 福岡ソフトバンクホークス     | 37                   |
| 2019 | 山崎康晃(2)        | 横浜DeNAベイスターズ   | 30                 | 松井裕樹(1)          | 東北楽天ゴールデンイーグルス | 38                   |
| 2020 | R.スアレス(1)      | 阪神タイガース         | 25                 | 増田達至             | 埼玉西武ライオンズ           | 33                   |
| 2021 | R.スアレス(2)      | 阪神タイガース         | 42                 | 益田直也(2)          | 千葉ロッテマリーンズ         | 38                   |
| 2022 | R.マルティネス(1)  | 中日ドラゴンズ         | 39                 | 松井裕樹(2)          | 東北楽天ゴールデンイーグルス | 32                   |
| 2023 | 岩崎優             | 阪神タイガース         | 35                 | 松井裕樹(3)          | 東北楽天ゴールデンイーグルス | 39                   |
| 2024 | R.マルティネス(2)  | 中日ドラゴンズ         | 43                 | 則本昂大             | 東北楽天ゴールデンイーグルス | 32                   |

- 太字は各リーグ記録
- 赤太字はNPB最高

### 最多セーブ投手（1976年～2004年）
下表は救援投手のタイトルが「最優秀救援投手」だった1976年（パ・リーグは1977年）から2004年までの各年度に最多セーブ（救援勝利を除く）を挙げた投手。「最優秀救援投手」のタイトル表彰を受けた投手とは一致しない場合がある。（下表の網掛けはその年に「最優秀救援投手」のタイトル表彰をされなかった投手）
| 年度 | セントラル・リーグ | セントラル・リーグ | セントラル・リーグ | パシフィック・リーグ | パシフィック・リーグ       | パシフィック・リーグ |
| 年度 | 選手名             | 所属球団           | セーブ             | 選手名               | 所属球団                   | セーブ               |
| ---- | ------------------ | ------------------ | ------------------ | -------------------- | -------------------------- | -------------------- |
| 1976 | 鈴木孝政           | 中日ドラゴンズ     | 26                 |                      |                            |                      |
| 1977 | 新浦寿夫           | 読売ジャイアンツ   | 9                  | 江夏豊               | 南海ホークス               | 19                   |
| 1977 | 鈴木孝政           | 中日ドラゴンズ     | 9                  | 江夏豊               | 南海ホークス               | 19                   |
| 1977 | 山本和行           | 阪神タイガース     | 9                  | 江夏豊               | 南海ホークス               | 19                   |
| 1978 | 新浦寿夫           | 読売ジャイアンツ   | 15                 | 山口高志             | 阪急ブレーブス             | 14                   |
| 1979 | 江夏豊             | 広島東洋カープ     | 22                 | 金城基泰             | 南海ホークス               | 16                   |
| 1980 | 江夏豊             | 広島東洋カープ     | 21                 | 倉持明               | ロッテオリオンズ           | 18                   |
| 1981 | 角三男             | 読売ジャイアンツ   | 20                 | 江夏豊               | 日本ハムファイターズ       | 25                   |
| 1982 | 斉藤明夫           | 横浜大洋ホエールズ | 30                 | 江夏豊               | 日本ハムファイターズ       | 29                   |
| 1983 | 斉藤明夫           | 横浜大洋ホエールズ | 22                 | 森繁和               | 西武ライオンズ             | 34                   |
| 1983 | 斉藤明夫           | 横浜大洋ホエールズ | 22                 | 江夏豊               | 日本ハムファイターズ       | 34                   |
| 1984 | 牛島和彦           | 中日ドラゴンズ     | 29                 | 鈴木康二朗           | 近鉄バファローズ           | 18                   |
| 1985 | 中西清起           | 阪神タイガース     | 19                 | 鈴木康二朗           | 近鉄バファローズ           | 12                   |
| 1986 | 斉藤明夫           | 横浜大洋ホエールズ | 23                 | 石本貴昭             | 近鉄バファローズ           | 32                   |
| 1987 | 郭源治             | 中日ドラゴンズ     | 26                 | 牛島和彦             | ロッテオリオンズ           | 24                   |
| 1988 | 郭源治             | 中日ドラゴンズ     | 37                 | 牛島和彦             | ロッテオリオンズ           | 25                   |
| 1989 | 津田恒実           | 広島東洋カープ     | 28                 | 井上祐二             | 福岡ダイエーホークス       | 21                   |
| 1990 | 与田剛             | 中日ドラゴンズ     | 31                 | 鹿取義隆             | 西武ライオンズ             | 24                   |
| 1991 | 大野豊             | 広島東洋カープ     | 26                 | 武田一浩             | 日本ハムファイターズ       | 18                   |
| 1992 | 大野豊             | 広島東洋カープ     | 26                 | 赤堀元之             | 近鉄バファローズ           | 22                   |
| 1993 | 石毛博史           | 読売ジャイアンツ   | 30                 | 赤堀元之             | 近鉄バファローズ           | 26                   |
| 1994 | 石毛博史           | 読売ジャイアンツ   | 19                 | 赤堀元之             | 近鉄バファローズ           | 24                   |
| 1994 | 高津臣吾           | ヤクルトスワローズ | 19                 | 赤堀元之             | 近鉄バファローズ           | 24                   |
| 1995 | 佐々木主浩         | 横浜ベイスターズ   | 32                 | 平井正史             | オリックス・ブルーウェーブ | 27                   |
| 1996 | 佐々木主浩         | 横浜ベイスターズ   | 25                 | 成本年秀             | 千葉ロッテマリーンズ       | 23                   |
| 1997 | 佐々木主浩         | 横浜ベイスターズ   | 38                 | 河本育之             | 千葉ロッテマリーンズ       | 25                   |
| 1997 | 宣銅烈             | 中日ドラゴンズ     | 38                 | 河本育之             | 千葉ロッテマリーンズ       | 25                   |
| 1998 | 佐々木主浩         | 横浜ベイスターズ   | 45                 | 大塚晶文             | 近鉄バファローズ           | 35                   |
| 1999 | 高津臣吾           | ヤクルトスワローズ | 30                 | B.ウォーレン         | 千葉ロッテマリーンズ       | 30                   |
| 2000 | E.ギャラード       | 中日ドラゴンズ     | 35                 | R.ペドラザ           | 福岡ダイエーホークス       | 35                   |
| 2001 | 高津臣吾           | ヤクルトスワローズ | 37                 | R.ペドラザ           | 福岡ダイエーホークス       | 34                   |
| 2002 | E.ギャラード       | 中日ドラゴンズ     | 34                 | 豊田清               | 西武ライオンズ             | 38                   |
| 2003 | 高津臣吾           | ヤクルトスワローズ | 34                 | 豊田清               | 西武ライオンズ             | 38                   |
| 2004 | 五十嵐亮太         | ヤクルトスワローズ | 37                 | 三瀬幸司             | 福岡ダイエーホークス       | 28                   |
| 2004 | 五十嵐亮太         | ヤクルトスワローズ | 37                 | 横山道哉             | 北海道日本ハムファイターズ | 28                   |

## 最多セーブ投手に関する主な記録

### 複数回受賞者
| 投手       | 回数 | 年度                         |
| ---------- | ---- | ---------------------------- |
| 江夏豊     | 5    | 1977, 1979, 1980, 1981, 1982 |
| 赤堀元之   | 5    | 1992, 1993, 1994, 1996, 1997 |
| 佐々木主浩 | 5    | 1992, 1995, 1996, 1997, 1998 |
| 岩瀬仁紀   | 5    | 2005, 2006, 2009, 2010, 2012 |
| 高津臣吾   | 4    | 1994, 1999, 2001, 2003       |
| 鈴木孝政   | 3    | 1975, 1976, 1977             |
| 武田久     | 3    | 2009, 2011, 2012             |
| D.サファテ | 3    | 2015, 2016, 2017             |
| 松井裕樹   | 3    | 2019, 2022, 2023             |

### その他の記録
- セーブに関する記録
  - 最多セーブ：セ・リーグ 46セーブ 岩瀬仁紀（2005年）・藤川球児（2007年）、パ・リーグ 54セーブ D.サファテ（2017年）
  - 最少セーブ：セ・リーグ 9セーブ 新浦寿夫・鈴木孝政・山本和行（1977年）、パ・リーグ 12セーブ 鈴木康二朗（1985年）
- セ・パ両リーグでの受賞者
  - 江夏豊（セ：1979,1980／パ：1977,1981,1982）